# Castrum Novum
Castrum Novum (« camp nouveau » en latin) est une colonie maritime romaine, fondée en 264 av. J.-C., dans la plaine de Torre Chiaruccia, à une soixantaine de kilomètres de la Via Aurelia, en Étrurie.
Elle avait pour but de défendre la côte située près de Caeré (Cerveteri), et lui servait de port, comme Ostie pouvait le faire pour Rome.

## Infrastructures
La quasi-totalité des ruines sont sous-marines, et le reste n'avait pas encore (en 1954) fait l'objet de fouilles scientifiques.
Certaines infrastructures présentes à Castrum Novum à l'aube de l'Empire sont connues grâce à l'épigraphie. Ce sont les suivantes :
- un théâtre  ;
- une curie ;
- un tabularium ;

Les trois construits sous l'époque d'Auguste par le duumvir Ateius Capito
- un autel dédié au dieu grec Apollon[2] ;
- un aqueduc (ce qui témoigne du relatif développement de cette colonie) ;
- un système d'égouts.

## Organisation politique et administrative
Grâce à la récente découverte de documents épigraphiques, on peut déclarer que la ville accueillait des decurions, des duumviri quinquennales, des augustales, et enfin des magistri vici.